# 沖縄プロレス
沖縄プロレス（おきなわプロレス）は、かつて沖縄県を中心に活動していたプロレス団体。

## 歴史
2007年5月、大阪プロレスを退団したスペル・デルフィン、コンドル、ディンゴ、ゼロ、GAINA、アルティメット・スパイダーJr.が設立。また、沖縄出身の早坂好恵を妻に持つデルフィンが応募した沖縄が支援しているベンチャービジネスサポート事業の一環として採択されて、沖縄県産業振興公社のバックアップもあってエスプリコートビルに常設会場「デルフィンアリーナ国際通り」構えた。
2008年7月5日、デルフィンアリーナ国際通りで旗揚げ戦を開催。
基本的に観光客の「夜のエンターテイメントビジネス」として観光スポットの1つになることを目指しながら、地域密着型スポーツエンターテイメントとして根付くよう努力するというコンセプトで試合開始前に後述の演奏ユニット「親父倶楽部」が盛り上げたり、入場料金は沖縄県民を対象にした地元割引を設定していた。
ロゴマークはデルフィンと親交のある松本零士の手によるものである。
設立当初、興行面ではデルフィンが大阪プロレスで確立した「大阪プロレス独自の常設会場においてほぼ毎日試合を行う」という手法を踏襲して、国際通りにあるデルフィンアリーナ国際通りで週1日定休日（水曜日）以外は週6日毎晩3試合を行ったり、沖縄で出張興行を開催している。興行を開催しない時間帯に常設会場の貸し出し、様々な方面での収入確保に努めている。
2012年6月18日、8月でベンチャービジネスサポート事業が契約満了により、デルフィンアリーナ国際通りが閉鎖されることを発表。8月25日、デルフィンアリーナ国際通り大会を最後にデルフィンを除く所属選手とスタッフの全員が退団。また、今後はデルフィンの地元大阪に拠点を移してプロレスプロモーションとして活動していく。8月29日、事務所を大阪に移転することを発表。
2015年7月20日、デルフィンが海鮮プロレスを設立により事実上解散状態となる。

## 主な興行
スペシャルフライデー
金曜日は試合以外にトークショーや早食い競争などプロレス以外のユーモアな企画が行われている。しかし、次週持ち越しになる場合も有る。
ドロロンフライデー
年に1、2回ある13日の金曜日にゾンビ化した一部の選手がメインイベントに登場して試合をしている。お笑い満載の内容となる。
ハロウィンスペシャル
10月31日のハロウィンに合わせて全選手がマスクを交換して自分とは違うマスクの選手になりきって試合をする。この日は観客も仮装観戦して楽しむ。

## タイトル
- 沖縄プロレス王座
- MWF認定世界ジュニアヘビー級王座
- MWF世界タッグ王座

## 最終所属選手
- スペル・デルフィン

## 歴代所属選手
- ゴーヤーマスク（初代）（現：コンドル）
- キジムナー（現：RYUKYU-DOGディンゴ）
- 怪人ハブ男（現：HUB）
- シーサー王（現：GAINA）
- グルクンダイバー（現：グルクンマスク）
- ウルトラマンゴー（現：カツオ）
- キャプテン"美ら海パイレーツ"ザック（現：アルティメット・スパイダーJr.）
- めんそ〜れ親父（現：中島洋平）
- ミル・マングース（現：美ら海セイバー）
- エイサー8
- ゴーヤーマスク（2代目）

## 歴代レギュラー参戦選手

### 男子選手
- アグー（現：ドラゴン・ユウキ）
- イリオモテ・ワイルドキャット（現：新納刃）
- シークワーサー仮面（現：シャドーフェニックス）
- ゴールデンパイン（現：GOSAMARU）
- カンムリワシ用高（現：拳王）
- モズクマン（現：翔太）
- ジンベイザメ〜ン（現：FUMA）

### 女子選手
- ヤンバルクイーンナ（現：木村響子）

## 歴代スタッフ

### レフェリー
- さとうきびお（初代）
- 島らっきょう太（2代目）
- さんぴんチャン（3代目）
- ちんすこうマスク（4代目）

### リングアナウンサー
- サーターアンダギー修史（初代）
- ウコンのみお（2代目）
- 安次嶺竜馬（3代目）

## 試合中継
- リングに来ないかっ!（RBC）

## 親父倶楽部
選手による演奏ユニットで試合開始前に2曲演奏しており、レパートリーは「島唄」、「童神」、「三線の花」、「涙そうそう」、「島人の宝」、「おじー自慢のオリオンビール」。
メンバー
- 唄 : めんそ〜れ親父（リーダー）
- 三線 : シーサー王
- 三線 : ミル・マングース
- 三線 : カンムリワシ用高
- 三線 : ウルトラマンゴー
- 太鼓 : エイサー8
- コーラス : ゴールデンパイン